# 細川晴宣
細川 晴宣（ほそかわ はるのぶ）は、戦国時代の武将。畠山稙長の弟で、細川高国派の和泉国守護。

## 生涯
畠山尚順の子として生まれる。
永正4年（1507年）の細川政元暗殺以降、細川京兆家では家督をめぐって争いが起こり、和泉国では対立する細川高国派と細川澄元・晴元派の守護がそれぞれ分立することとなった。
大永3年（1523年）に高国派の和泉守護である細川高基が病になると、晴宣は下守護とされる細川勝基とともにその跡を継ぐ。政長流畠山氏（尾州家）は晴宣の父・尚順の頃に和泉国内の寺社領に対し所領安堵を行うなどしており、晴宣の和泉守護就任も畠山氏と和泉国のその関わりが背後にあると考えられる。
大永4年（1524年）10月、晴宣は晴元派和泉守護の細川元常と和泉国大鳥郡菱木で合戦を行った。この戦いで晴宣ら高国派は敗れ、香西元盛らは一時行方知れずになったという（『実隆公記』）。しかし、晴元派に呼応して河内国で挙兵した畠山義堯をその香西元盛らが破ったことで晴元派は没落。細川元常も阿波国に退いたとみられる。
大永6年（1526年）1月以降になると、晴宣は史料上姿が見えなくなり、翌大永7年（1527年）2月の桂川の戦いで没落、または死亡した可能性が指摘される。
享禄4年（1531年）6月、細川高国敗死の際に和泉守護が討死している（大物崩れ）。一方の守護の勝基がこれ以後も活動していることから、この時死去した和泉守護は晴宣、もしくはその後継者の可能性があるとされる。
『古今采輯』の石垣氏系図には、晴宣と見られる「卜山男・細川和泉守」の子に細川刑部大輔が見える。『足利季世記』にも晴宣と刑部大輔についての記述が見え、そこには「故高国と一所に打れし（大物崩れ）細川和泉守護の子新和泉守も氏綱に力を合わせ高屋に来たりけるか病死しけるか男子なくして畠山政国弟を遊佐かはからいとして彼の和泉守か聟として名字を継せ所領を安堵し細川刑部大輔と号す」とある。『続群書類従』所収「両畠山系図」によると、畠山政清が細川刑部大輔を名乗り畠山尚順の養子になったとされる。